# Moe (Estonie)
Moe est un village de la commune de Tapa du comté de Saare en Estonie.
Au 31 décembre 2011, il compte 206 habitants.